# Incoronazione della Vergine (El Greco Illescas)
L'Incoronazione della Vergine  è un dipinto del pittore cretese El Greco realizzato tra il 1597-1603 durante il suo ultimo periodo tolediano e conservato nel Santuario di Nostra Signora della Carità a Illescas in Spagna.
El Greco, attraverso suo figlio, nel 1603, ottenne un contratto per realizzare quattro dipinti per la chiesa del vecchio ospedale della Carità di Illescas (Toledo).

## Descrizione e stile
È una delle preferite dal cretese. Ce ne sono diversi che sono conservati ma, senza dubbio, questa di Illescas è considerata la più bella di tutte le Incoronazioni di Maria che il pittore fece. Questa volta sceglie un formato ovale per individuare la scena che sarebbe stato posto sul tetto della volta quindi ci sono anche forti sproporzioni al corpo dei personaggi di Dio Padre, la Vergine Maria e Dio Figlio con grandi gambe scorciate in primo piano e piccole teste che distanziano e danno profondità al dipinto. Segue una composizione triangolare con il vertice in basso in cui colloca le tre persone della Santissima Trinità alla Vergine che ascende al cielo accompagnata o aiutata da un gruppo di angeli  Si tratta di una scena che l'atmosfera celeste diventa protagonista, in cui El Greco crea cascate nubi sui lati che fanno di un trono in cui i personaggi si siedono, il tutto punteggiato da grappoli di cherubini ed angeli bambini che passano velocemente intorno e dare movimento la scena.